# مسند ثنائي

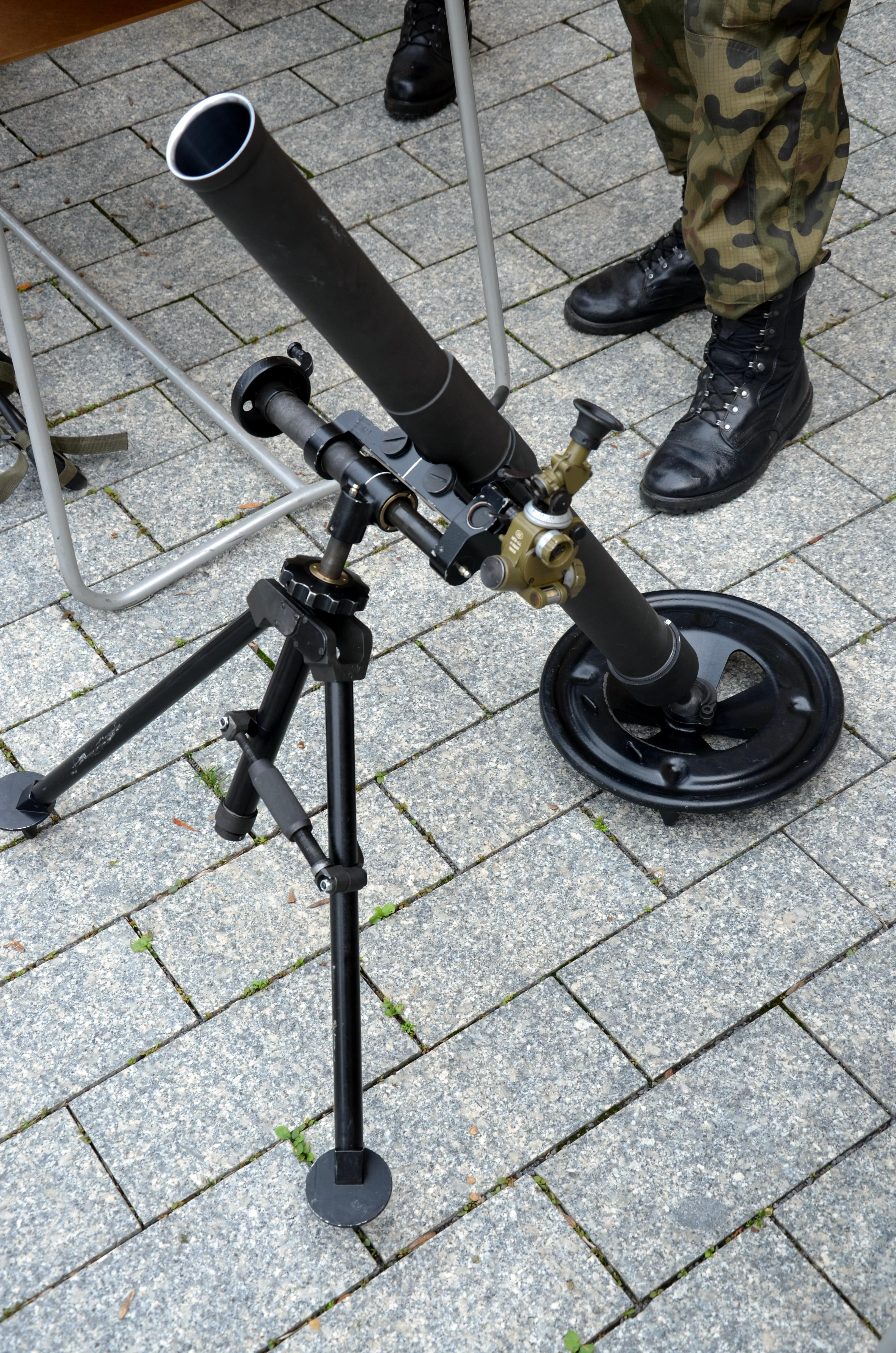
هاون يدعمه مسند ثنائي

المسند الثنائي هو ملحق محمول على شكل الحرف اللطيني V يساعد في دعم وثبات الجهاز كالأسلحة مثل الهاوُن. يكثر وضعه في مقدمة الجهاز أو الآلة، تستند الرجلان على الأرض وتلتقيان في الأعلى وتلامسان الجهاز.